# Scooby-Doo och inkräktarna från rymden
Scooby-Doo och inkräktarna från rymden (originaltitel: Scooby-Doo and the Alien Invaders) är en amerikansk tecknad film från 2000.

## Handling
Strandsatta i en ödelagd stad upptäcker gänget ganska snart att det kryllar av flygande tefat och utomjordingar. Efter att ha blivit jagade av utomjordingarna och tillfångatagna ombord på ett UFO, händer någonting ännu underligare för Scooby och Shaggy. Båda två blir hals över huvud förälskade. Mysteriet leder till en superhemligt forskningsbas där regeringen experimenterar, ett enormt nätverk av grottor finns gömda under staden. Scooby och Shaggy, som är förblindade av kärlek, får tillsammans med resten av gänget ett tufft mysterium att lösa.

## Om filmen
Filmen har dubbats till många olika språk, däribland svenska. Filmen är tillägnad Don Messick, som gjorde Scooby-Doos ursprungliga röst. I filmen görs Scoobys engelska röst av Scott Innes.

## Rollista i urval
- Scott Innes – Scooby-Doo
- Billy West – Shaggy
- Mary Kay Bergman – Daphne
- Frank Welker – Fred
- B.J. Ward – Velma
- Mark Hamill – Steve

## Svenska röster
- Stefan Frelander – Scooby-Doo
- Thomas Engelbrektson – Shaggy, FBI-agent
- Lena Ericsson – Daphne, Laura
- Stefan Frelander – Fred
- Gizela Rasch – Velma, Dottie, Amber
- Jennie Jahns – Crystal
- Mikael Roupé – Lester, Buck, Militärpolis 1, Steve
- Håkan Mohede – Max, Sergio, Militärpolis 2